# 世界に一人のシンデレラ
「世界に一人のシンデレラ」（せかいにひとりのシンデレラ）は、2009年9月2日にEpic Records Japanから発売されたPENGINの4枚目のシングル。

## 解説
前作「朝ANSWER」から3ヶ月ぶり。初回仕様限定盤はキラキラ PEN銀ジャケットとなっている。

## 収録曲
全作詞：PENGIN
1. 世界に一人のシンデレラ（4：48）
作曲：PENGIN
編曲：PENGIN・小高光太郎
2. ワンランド（4：06）
作曲・編曲：PENGIN・小高光太郎
3. 朝ANSWER（acoustic version）（4：16）
作曲：PENGIN・小高光太郎
編曲：PENGIN・Koma2 Kaz